# 計測工学
計測工学（けいそくこうがく、instrumentation engineering）とは、物理量の正確な測定・計測のための計器の開発、測定誤差の検証・補償などを専門に行う計量学の分野。
この分野には物理量を信号に変換するセンサの開発、そのセンサの特性の測定などを含む。
センサとしては、温度を測定する温度に依存する電気抵抗素子・圧力を測定するピエゾ圧電素子・光を測定する光電素子などがある。

## 追跡性(tracability:トレーサビリティ)
- 原器
- 標準器(較正器)
- 較正

## 計測器の特性
- 有効測定範囲
- 許容誤差
- 感度

## 計測誤差
- 測定者
- 計測器
- その他

## 統計処理
- 有効数字
- 端数処理（丸め）

## 計測方法
- アッベの原理
- 直接測定
- 間接測定
- 偏位法
- 零位法